# Escala H0
Escala H0 (en Europa y Latinoamérica) o HO (en América del Norte, Asia y Oceanía), es la escala de modelismo ferroviario más popular en el mundo anglófono y de habla hispana, entre otros. En el Reino Unido, en su lugar y por motivos históricos, se usa la escala OO, con escala más grande (1:76), pero que usan la misma vía de la escala H0 (lo cual distorsiona la escala, motivo del nacimiento de EM). En la escala H0, 11,5 mm representan 1 metro real; esto es una escala de alrededor de 1:87. En H0, el ancho de la vía es usualmente de 16,5 mm, lo que equivale al ancho estándar de ferrocarril de 1435 mm.

## Historia

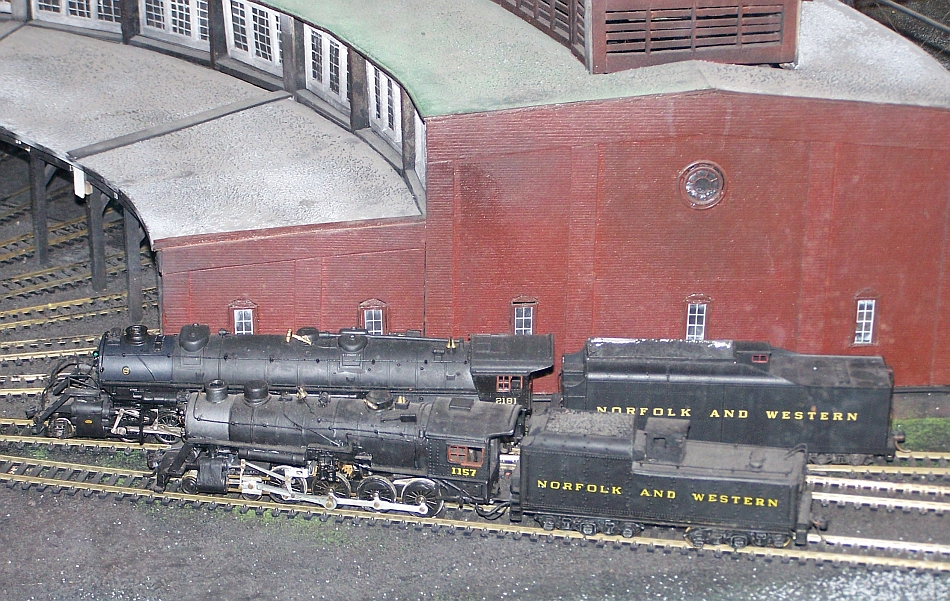
Locomotoras de vapor escala H0 en el museo del ferrocarril en Crewe, Virginia, EE. UU.

El nombre H0 deriva del hecho que su escala (1:87) es aproximadamente la mitad de la escala 0 (cero), por lo tanto H0 es "Half 0", es decir "medio o mitad de 0". La escala 0 fue llamada así siguiendo el orden de las escalas más antiguas y más grandes 1, 2 y 3. El término H0 se pronuncia "hache cero", no "jó" ni "hache ó".
Los trenes escala H0 aparecieron por primera vez en el Reino Unido en los años 1930, originalmente como una alternativa a la escala 00, pero no pudo acaparar su mercado, debido a que la escala 00 ya estaba firmemente establecida. Sin embargo, se volvió muy popular en el resto del mundo a finales de los años 50, donde el interés de los modelos ferroviarios como juguete comenzó a caer, y se puso más énfasis en el realismo, en respuesta a los aficionados. A pesar de que la escala H0 es naturalmente más delicada que la escala 0, su tamaño más pequeño permite colocar más detalles y objetos en la misma área.
En los 60, la escala H0 comenzó a superar a la escala 0 en popularidad, incluso los fabricantes incondicionales de otras escalas como Lionel Corporation, comenzaron a fabricar trenes en escala H0.
Actualmente, la escala H0 es la más popular en el Nuevo y Viejo mundo, mientras que la escala 00 mantiene su dominio en el Reino Unido.
Hay varios modelistas en Gran Bretaña que usan la escala H0. En 1994 se creó la British 1:87 Scale Society (Sociedad Británica de la Escala 1:87); publican una revista cuatrimestral con noticias, fotos y anuncios para modelistas y coleccionistas.
Hoy, locomotoras, vagones, edificios y escenarios H0 están disponibles por una gran número de fabricantes.

## Control
Los trenes H0 modernos funcionan en vías de dos rieles, la cual es alimentada por corriente continua (variando el voltaje aplicado a los rieles para cambiar la velocidad, y la polaridad para cambiar la dirección, o con DCC (enviando comandos digitales a un decodificador en cada locomotora). Algunos trenes, como el Märklin de Alemania, funcionan con corriente alterna, suministrada por medio de un "tercer riel", que consiste de pequeñas protuberancias ubicadas en cada durmiente en el centro de la vía. Finalmente, también con el tercer carril se utiliza a menudo el sistema DCC.
En un escenario o maqueta simple, normalmente desmontable, la corriente se suministra con un transformador y un rectificador, un reostato o potenciómetro para regular el voltaje suministrado a las vías (y por ende, la velocidad), y un interruptor para invertir la polaridad en las vías y controlar la dirección del tren. En escenarios fijos, normalmente se utilizan varias fuentes de corriente, con el tendido de vías dividido en secciones eléctricamente aisladas llamadas bloques; mediante interruptores (a veces relés) se selecciona la fuente de energía que se quiere utilizar para controlar un tren en un bloque específico. Con la llegada del control digital, la división en bloques se eliminó, y los controles informatizados pueden controlar cualquier tren en cualquier vía al mismo tiempo, con limitaciones menores.

## Ancho de vía
La escala H0 tiene varios anchos de vía que representan los anchos estándar y estrecho en una escala aproximada de 1:87. El estándar está definido por la NMRA (en EE. UU.) y por la NEM (en Europa Continental). Estos estándares son en la práctica intercambiables, pero no son idénticos.
| Ancho de vía | Nombre                      | Prototipo                                   | Notas |
| ------------ | --------------------------- | ------------------------------------------- | --- |
| 16,5 mm      | HO (NMRA) y H0 (NEM)        | Ancho de vía Estándar                       | el ancho de 16,5 mm es usado también por la escala OO británica |
| 12 mm        | HOn3-1/2 (NMRA) y H0m (NEM) | Ancho de vía métrico y ancho 1064 mm (3'6") | 1,064 m es el ancho "estándar" en muchos países de África, Queensland (Australia), Nueva Zelanda y también en las líneas ferroviarias japonesas no-Shinkansen. HOm y HOn3-1/2 usan las vías de escala TT. |
| 10,5 mm      | HOn3 (NMRA)                 | ancho de vía 1064 mm                        | Este ancho fue común en EE. UU. para las vías mineras y los ferrocarriles de corto recorrido, especialmente en los Estados del oeste.                                                                     |
| 9 mm         | HOn30 (NMRA) y H0e (NEM)    | ancho 762 mm                                | Usada típicamente en líneas con ancho de 61 a 76 cm. Disponible en forma comercial en las vías de la escala N.                                                                                            |
| 6,5 mm       | HOz (NMRA) y H0i (NEM)      | ancho 381 mm                                | Disponible en forma comercial en las vías de la escala Z. |

## Vías
La primera vía fue el "tramo de vía", disponible en varios largos estandarizados, como la recta omnipresente de 22,8 cm (9") y curvas con radios de 38, 46 y 56 cm (15", 18" y 22" respectivamente). Estas representan curvas cerradas de 108 m de radio, que se encuentran solo en algunos tendidos industriales y ferrocarriles pequeños. Con la introducción de la "vía flexible", la cual puede doblarse a cualquier forma deseada (dentro de lo razonable), se hizo posible la creación de vías de ferrocarril con curvas más amplias, y con ello, modelos más exactos. Hoy es común comprar locomotoras diésel de 6 ejes con vagones de pasajeros de largo completo, que no rodarán apropiadamente en curvas con radio menor a 61 cm.
Las vías escala H0 se fabricaron originalmente con rieles de bronce y durmientes de plástico. Con el tiempo, las vías de níquel-plata se volvieron más comunes debido a que son más resistentes a la corrosión. Hoy, casi todas las vías son de níquel-plata, aunque Bachmann fabricó hasta hace poco vías de acero.
En Estados Unidos, Atlas ganó el liderazgo en la fabricación de vías, y sus tramos, flexibles y cambios dominan el mercado. En el Reino Unido, la línea Peco de vías flexibles y cambios son más comunes. En general son productos de bajo coste y son fáciles de empalmar. Kato también fabrica su línea completa de "HO Unitrack", sin embargo aún no se ha implementado en su escala N.
La altura del riel está expresada en centésimas de pulgada; una vía "Código 83" tiene rieles con una altura de 0,083" (2,1 mm). Debido a que los tamaños más comunes de vías H0, especialmente la popular "Código 100", son algo grandes, (representativas de las líneas de uso intenso), muchos modelistas optan por vías hechas a mano con durmientes individuales y rieles asegurados con espigas muy pequeñas.
En Australia, muchos clubes emplean vías de Código 100 para que los socios puedan usar modelos escala 00 y material rodante más viejo con ruedas de pestañas más altas.

## Disponibilidad
Debido a que es la escala más popular, se dispone de un amplio surtido de modelos, kits y suministros. El catálogo anual de Wm. K. Walthers, el vendedor más grande de Estados Unidos, posee más de 1000 páginas de productos solo en escala H0. Generalmente, los modelos están disponibles en tres variedades:
- Los modelos Listos para usar están completamente listos para usarse en cuanto se sacan de la caja. Esto significa que uniones, vías y otras partes integrales están preparados en fábrica, y solo es necesario instalar partes para completar los detalles.
- Equipos pre-armados, los cuales son simples y sencillos para armar; un vagón de carga puede incluir un cuerpo de una pieza, un chasis, vías, uniones y un contrapeso, mientras que de una estructura puede incluir paredes, puertas, ventanas, etc.
- Los equipos de artesanos requieren un nivel mucho mayor de habilidad y pueden incluir cientos de partes.

Además muchos fabricantes ofrecen elementos individuales para aumentar el detalle, edificios "en bruto", etc.
La calidad varía enormemente. Desde trenes de juguete listos para usar hechos con moldes de plástico de más de 50 años hasta modelos de locomotoras de edición limitada altamente detalladas fabricadas en bronce por compañías basadas en Japón y Corea del Sur. Un modelo de locomotora popular es la F7/F9 la cual está disponible en 20 versiones diferentes con precios que van de veinte a varios miles de dólares o euros.

## Ventajas en comparación con otras escalas
La escala H0 es la escala más popular. Es lo suficientemente grande para acomodar una gran cantidad de detalle en los modelos más finos, más que en las escalas N y Z, más pequeñas, y también pueden ser fácilmente manipulados por los niños sin tanto temor de que puedan tragar las piezas pequeñas. Los modelos son usualmente más baratos que los de las escalas más pequeñas, debido a que los procesos de fabricación de los N y Z son más exactos, y más baratos que las escalas S, 0 y G debido a que requieren menos material; un público más amplio y la lógica economía de escala resultante contribuyeron a bajar los precios de la escala H0. El tamaño se presta para elaborar planos de vías en un espacio razonable en una habitación, no tanto como la N, pero considerablemente más que la S o la 0. Resumiendo, la escala H0 proporciona un equilibrio entre los detalles de las escalas grandes y los requerimientos de espacio de las escalas más pequeñas.

## H0 en otras aficiones y en el comercio
El término H0 raramente es usado fuera del ferromodelismo. En las pistas de automodelismo, H0 no se refiere a una escala precisa, pero sí a un tamaño pista en la cual los coches tienen una escala desde 1:87 a aproximadamente 1:64. Pequeños modelos de soldados de plástico son a menudo denominados como tamaño H0 si tienen una altura cercana a 25 mm, aunque la escala es generalmente 1:76 o 1:72.
Incluso en ferromodelismo, el término H0 puede ser amplio. Algunos fabricantes británicos comercializan accesorios y figuras como "H0/00" en un intento para atraer a los modelistas en esas escalas. A veces la escala real era 00 y a veces era intermedia (alrededor de 1:82). Estos artículos pueden ser comercializados como H0, especialmente en Estados Unidos. Además, algunos fabricantes o importadores tienden a etiquetar cualquier modelo en pequeña escala, independientemente de la escala exacta, como escala H0, a fin de aumentar las ventas a los modelistas ferroviarios. Los tamaños de los autos "H0", por ejemplo, pueden variar enormemente entre distintos fabricantes.

## Fabricantes

### Fabricantes que ofrecen equipos de ferromodelismo escala H0 en la actualidad
- A-Line
- Accurail
- ACME
- Albedo
- Alloy Forms
- American Limited Models
- Artitec
- Athabasca Scale Models
- Athearn
- Atlas Model Railroad
- Auhagen
- Auscision Models
- Austrains
- AutoMobilia
- AWM
- B-Models
- Bachmann Industries
- BGR Group
- Beka Modelle
- Bemo
- Blackstone Models (H0n3)
- Blair Line
- BLI
- BLMA
- Bluford Shops
- Boley
- BoS
- Bowser Manufacturing
- Brawa
- Brekina
- Broadway Limited Imports
- Busch (modelos)
- Campbell Scale Model
- Carson Motorsports
- Century Foundry
- CMR Line
- Con-Cor
- Conrad
- Corgi
- Dapol
- Diecast Masters
- Digikeijs
- Digitrax
- Electrotren
- EloTrains
- Endo
- ESU
- ExactRail
- Faller
- First Gear
- Fleischmann
- Frateschi
- Fulgurex
- GC Laser Innovations
- GHQ
- Gützold
- HAG Modelleisenbahn
- Haidar
- Hamo - versión de dos rieles de CC del Märklin
- Heki
- Heljan
- Heris
- Herpa Miniaturmodelle
- Hornby Railways
- Hunterline Craftsman Kits
- Ibertren
- Iconic Replicas
- Imex
- Imperial Hobby Productions
- InterMountain Railway
- International Hobby Corp
- Igra
- Italeri
- Jägerndorfer
- Jouef
- Kadee
- Kanamodel Products
- Kato Precision Railroad Models
- Kibri
- Klein Modellbahn
- KTM Katsumi Trains
- LBF
- Lemaco/Lematec
- Lenz
- Life Like
- Liliput
- Lima
- Lionel
- LS Models
- Lonestar Models
- Mabar
- MacKits
- Mafen
- Malibu
- Märklin
- Masterbilt Models
- Mattel
- Mehano
- Micro Metakit
- MicroScale
- Miniatronics
- Model Power
- Modelltec
- MTC China
- MTH
- Neo
- Nestyk Miniatures
- NME Nürnberger Modell Eisenbahnen
- NMJ Norsk Modell Jernbane
- Noch
- Norev
- NPE
- NZG
- Osborn Model Kits
- Overland Models
- PT Trains
- Peco
- Permot
- Pik
- Pola
- Precision Craft Models Inc.
- Preiser
- Promotex
- RailAd
- Rapido Trains Inc
- Redline
- REE Models
- Revell
- Rietze Automodelle
- Rivarossi
- RK Modelle
- Road Ragers
- Roco
- Sachsenmodelle (integrante del grupo Tillig)
- ScaleTrains
- Schlesienmodelle
- Schuco
- Showcase Miniatures
- SDV Model
- Seuthe
- Sommerfeldt
- Southern Rail Models
- SoundTraxx
- Stewart
- Summit USA
- Sylvan Scale Models
- Tenshodo
- Tillig
- Tomix
- Trenes Eléctricos EMTH
- Trix (integrante del grupo Märklin)
- Trident
- Uhlenbrock
- Viessmann
- VK Modelle
- Vollmer
- Weinert
- Wespe Models
- Widea
- Wiking
- Wm. K. Walthers
- Woodland Scenics
- WSI
- Zoukei-Mura

### Antiguos fabricantes de material H0
- Airfix
- Ambroid
- Aristo-Craft
- Associated Hobby Manufacturers (AHM)
- Aurora Plastics Corporation
- BS Design
- E&C Shops
- Espewe Modelle
- Fine Scale Miniatures
- GHC
- HZ3
- IMU
- Innovative Model Works
- Iron Horse Models
- Jordan
- Ken Kidder
- Lambert Associates
- LEGO
- Lindberg Models
- Louis Marx & Co.
- MAAG
- Magnuson Models
- Mantua
- Merit
- Modelos Cox